# WCW Cruiserweight Tag Team Championship
Het WCW Cruiserweight Tag Team Championship was een professioneel worstelkampioenschap dat opgericht werd door World Championship Wrestling (WCW).

## Geschiedenis
Het WCW Cruiserweight Championship en de wedstrijden die om het behalen of behouden van  de titel gaan, zijn een uniek schouwspel  op het WCW-programma. De titel wordt alleen toegekend aan middelgewichten en men heeft besloten de zichtbaarheid van de divisie uit te breiden, vanwege het aantal worstelaars, door nu ook een tag team titel voor de middelgewichten in te voeren vanaf februari 2001.

### Deelnemers
- 3 Count (Evan Karagias & Shannon Moore)
- Air Raid (Air Paris & Air Styles)
- The Filthy Animals (Billy Kidman & Rey Misterio Jr.)
- Jason B & Scotty O
- The Jung Dragons (Yun Yang & Kaz Hayashi)
- Mike Sanders & Kwee Wee
- Elix Skipper & Kid Romeo
- Johnny Swinger & Jason Lee

### Toernooiresultaten
| Legenda | Legenda                   |
| ------- | ------------------------- |
| Pin     | Pinfall                   |
| Sub     | Submission                |
| CO      | Count-out                 |
| DCO     | Double count-out          |
| DQ      | Diskwalificatie           |
| DDQ     | Dubbele diskwalificatie   |
| Draw    | Gelijkspel                |
| Ref     | Scheidsrechtersbeslissing |

|  | Eerste ronde     | Eerste ronde   |                |     | Halve finale | Halve finale |  |  | Finale (kampioenschap) | Finale (kampioenschap) |
|  |                  |                |                |     |              |              |  |  |                        |                        |
|  |                  |                |                |     |              |              |  |  |                        |                        |
|  |                  |                |                |     |              |              |  |  |                        |                        |
|  |                  |                |                |     |              |              |  |  |                        |                        |
|  | Air Raid         | Pin            |                |     |              |              |  |  |                        |                        |
|  | Air Raid         | Pin            |                |     |              |              |  |  |                        |                        |
|  | Skipper/Romeo    | 5:30           |                |     |              |              |  |  |                        |                        |
|  | Skipper/Romeo    | 5:30           | Skipper/Romeo  | Pin |              |              |  |  |                        |                        |
|  |                  |                | Skipper/Romeo  | Pin |              |              |  |  |                        |                        |
|  |                  | Jung Dragons   |                |     |              |              |  |  |                        |                        |
|  | Jung Dragons     | Pin            |                |     |              |              |  |  |                        |                        |
|  | Jung Dragons     | Pin            |                |     |              |              |  |  |                        |                        |
|  | Sanders/Kwee Wee |                |                |     |              |              |  |  |                        |                        |
|  | Skipper/Romeo    | Pin            |                |     |              |              |  |  |                        |                        |
|  | Skipper/Romeo    | Pin            |                |     |              |              |  |  |                        |                        |
|  |                  | Filthy Animals | 13:46          |     |              |              |  |  |                        |                        |
|  | Filthy Animals   | Filthy Animals | 13:46          | Pin |              |              |  |  |                        |                        |
|  | Filthy Animals   |                |                | Pin |              |              |  |  |                        |                        |
|  | Swinger/Lee      | 5:14           |                |     |              |              |  |  |                        |                        |
|  | Swinger/Lee      | 5:14           | Filthy Animals | Pin |              |              |  |  |                        |                        |
|  |                  |                | Filthy Animals | Pin |              |              |  |  |                        |                        |
|  |                  | 3 Count        |                |     |              |              |  |  |                        |                        |
|  | 3 Count          | Pin            |                |     |              |              |  |  |                        |                        |
|  | 3 Count          | Pin            |                |     |              |              |  |  |                        |                        |
|  | Jason B/Scotty O |                |                |     |              |              |  |  |                        |                        |
|  |                  |                |                |     |              |              |  |  |                        |                        |

## Titel geschiedenis
| Nr.              | Worstelaars                                          | #                | Datum         | Stad                        | Aantekeningen                                                                                   |
| ---------------- | ---------------------------------------------------- | ---------------- | ------------- | --------------------------- | ----------------------------------------------------------------------------------------------- |
| 1                | Kid Romeo & Elix Skipper                             | 1                | 18 maart 2001 | Jacksonville (Florida)      |                                                                                                 |
| 2                | The Filthy Animals (Billy Kidman & Rey Mysterio Jr.) | 1                | 26 maart 2001 | Panama City Beach (Florida) |                                                                                                 |
| Titel opgeborgen | Titel opgeborgen                                     | Titel opgeborgen | 26 maart 2001 |                             | Verscheen nooit op de WWE-televisie en alleen erkend op Kidman en Mysterio's WWE.com profielen. |

De World Wrestling Federation schrapte in maart 2001 meteen het kampioenschap na de inkoop van WCW.